# Lamberto de Zaragoza
Lamberto de Zaragoza o San Lamberto fue un agricultor y santo aragonés. Murió martirizado según la tradición a principios del siglo IV aunque según alguna teoría pudo ser en el siglo VIII. Es el patrón de los agricultores aragoneses y se le venera desde antiguo en la capilla de Santa Bárbara de la Iglesia de San Pablo (Zaragoza) entre otros lugares, junto a San Isidro Labrador.

## Martirio
Siervo agrícola de un amo infiel, fue decapitado por este por no abjurar de su fe cristiana. Recogió su cabeza con las manos y con ella fue caminando tras sus bueyes hasta la tumba de los mártires de Zaragoza, donde fue sepultado. Este detalle aparece en toda la iconografía del santo y es clave del mismo.

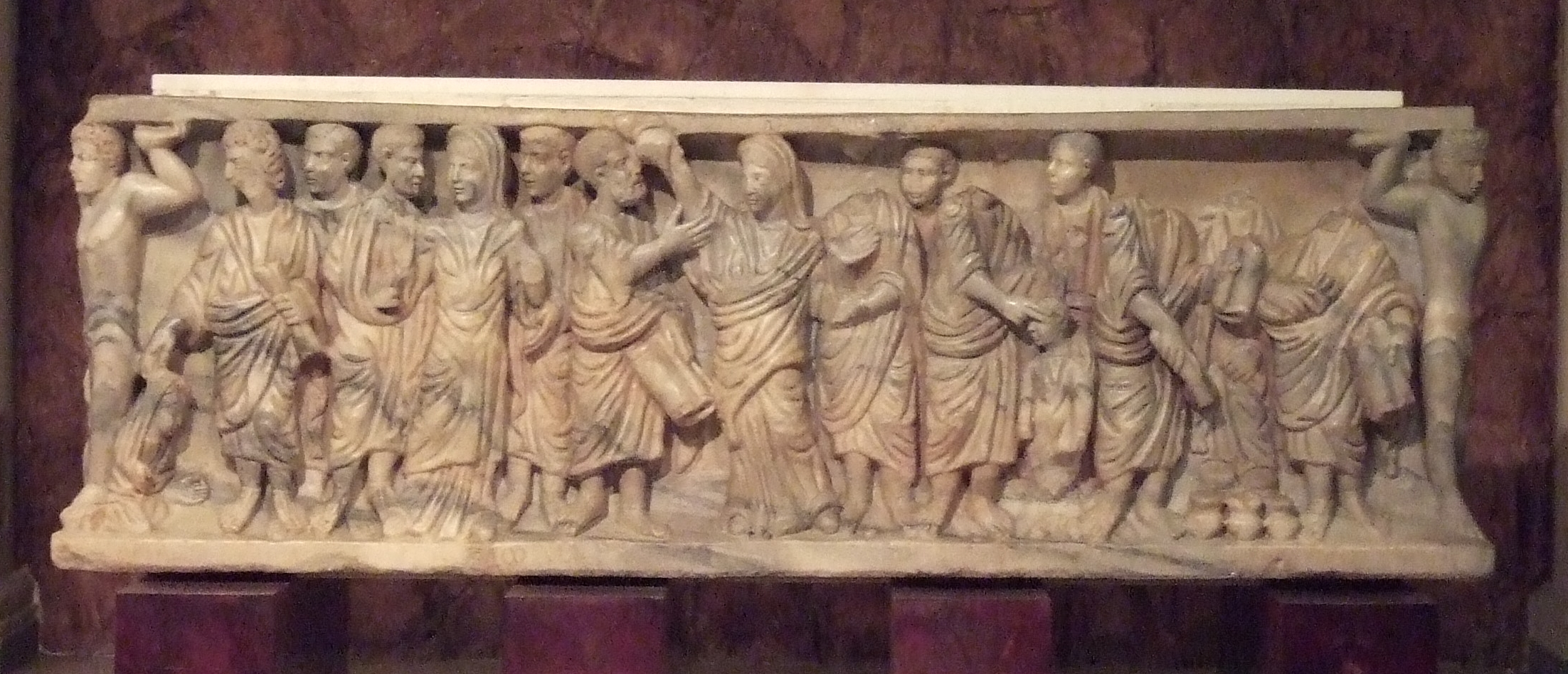
Sarcófago llamado de la receptio animae o de la Asunción (ha. 330-350 d. C.), procedente de una necrópolis cristiana cerca de la iglesia basílica de Santa Engracia, donde se encuentran en la actualidad. La iconografía muestra diversas escenas, entre las que se puede destacar la curación de la hemorroísa y Cristo, la receptio animae, la curación del ciego, las bodas de Caná.
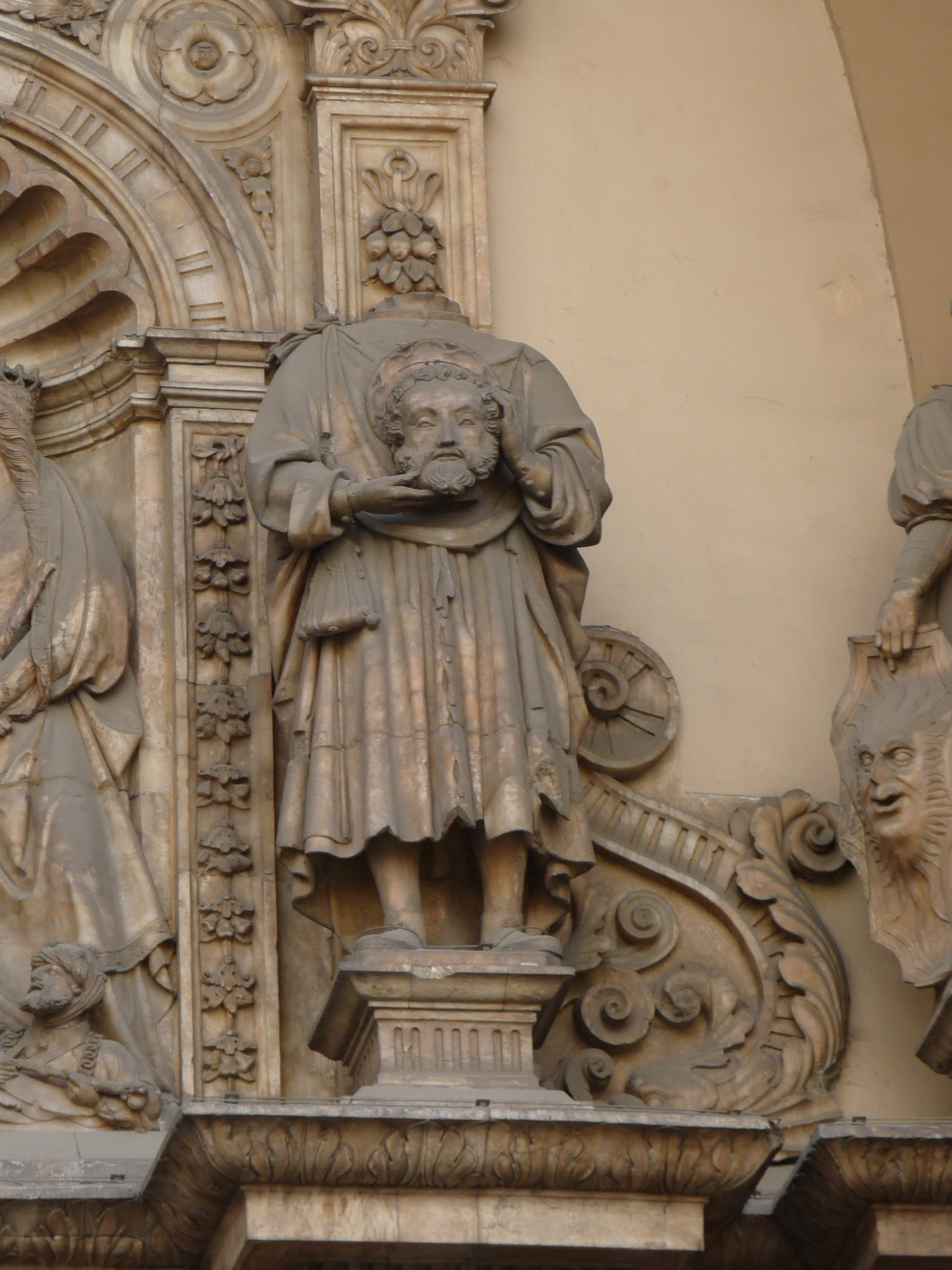
San Lamberto sosteniendo su cabeza cortada

## Prodigios
Cuando el Papa Adriano VI visitó Zaragoza en 1522 brotó sangre de la mandíbula de San Lamberto en su presencia, siendo esta recogida en un paño que se conserva en la Basílica de Santa Engracia.

## Curiosidades
El cantautor aragonés José Antonio Labordeta dedicó a San Lamberto su canción "Parábola al modo Brechtiano: El milagro de Lamberto", publicada en su disco de 1976 "Cantes de la tierra adentro". En ella cuenta, de forma jocosa y con un trasfondo antiimperialista, el milagro del santo aragonés. La historia se resume en su frase final: 
"Lamberto por propio pie se enterró con Santa Engracia / los dos habían caído por creer en la democracia".
No confundir con Fray Lamberto de Zaragoza (Zaragoza, 1711 - id., 1785).
En Zaragoza hay una calle con su nombre.